# Moncton-Centre
Circonscription électorale provinciale du Canada
Moncton-Centre ((en) Moncton Centre) est une circonscription électorale provinciale du Nouveau-Brunswick représentée à l'Assemblée législative depuis 2014.

## Géographie
La circonscription comprend:
- Une partie de la ville de Moncton

## Liste des députés
| Législature                                                                           | Années        | Député | Député        | Parti       |
| ------------------------------------------------------------------------------------- | ------------- | ------ | ------------- | ----------- |
| Moncton-Centre Circonscription issue de Fredericton-Silverwood et Fredericton-Lincoln |               |        |               |             |
| 58e                                                                                   | 2014-2018     |        | Chris Collins | Libéral     |
| 58e                                                                                   | 2018-2018     |        | Chris Collins | Indépendant |
| 59e                                                                                   | 2018-2020     |        | Rob McKee     | Libéral     |
| 60e                                                                                   | 2020-2024     |        | Rob McKee     | Libéral     |
| 61e                                                                                   | 2024-en cours |        | Rob McKee     | Libéral     |